# MemoQ
memoQ — пропрієтарний пакет програм для автоматизованого перекладу, який працює на платформі Microsoft Windows. Розроблений угорською компанією memoQ Fordítástechnológiai Zrt. (англ. memoQ Translation Technologies, до середини 2018 року мала назву Kilgray Translation Technologies) — постачальником програмного забезпечення для керування перекладом. Компанія заснована у 2004 р. Її визнавали однією з найбільш швидко зростаючих компаній у секторі технологій перекладу у 2012 та 2013 рр. memoQ забезпечує роботу пам'яті перекладів, термінологічних баз, машинного перекладу та керування довідковою інформацією в різних середовищах — локально на комп'ютері, із підключенням до віддаленого сервера та в браузері.

## Історія
Програма memoQ з'явилася на ринку у 2006 р. і стала першим продуктом, розробленим memoQ Translation Technologies.
Компанію заснували в Угорщині три технологи-мовознавці Балаш Кіс (Balázs Kis), Іштван Ленг'єл (István Lengyel) та Габор Уграї (Gábor Ugray). Відтоді memoQ набула широкої популярності; сьогодні вона є однією з найпоширеніших програм автоматизованого перекладу (TEnT). Згідно з опитуванням, проведеним порталом ProZ.com серед 458 працюючих перекладачів, memoQ була третьою за частотою використання у 2013 р. та другою — у червні 2010 р. Її конкуренти — програми SDL Trados Studio (до 2009 р. — Trados 2007), Wordfast, Atril Déjà Vu, OmegaT та інші.
Сьогодні memoQ доступна в локальних версіях для перекладачів (Translator Pro Edition) та менеджерів проектів (Project Manager Edition), а також серверної версії, які забезпечують інтеграцію версій для ПК з вебінтерфейсом.
Існує кілька активних онлайн-форумів, на яких користувачі радяться один з одним та обговорюють функції програмного забезпечення. Крім того, існує багато навчальних посібників, створених професійними викладачами та активними користувачами. До свого комерційного дебюту версія memoQ (2.0) розповсюджувалась як «листівкове ПЗ» (postcardware).
Найновіша версія станом на квітень 2024 року — 10.6.

## Конфігурація
Станом на 2018 рік усі підтримувані версії memoQ містили такі основні модулі:

### Статистичний аналіз документів
memoQ дає змогу проаналізувати документи, які підлягають перекладу, і отримати статистичні дані — кількість слів, обсяг зусиль із використанням наявних баз даних пам'яті перекладів, подібність внутрішнього вмісту та частоту тегів форматування.
memoQ був першим інструментом для перекладу, який містив у своїй статистиці кількість тегів форматування, даючи перекладачеві змогу оцінювати зусилля щодо їх належного розміщення в перекладених документах.
Ще одним нововведенням у статистиці memoQ став аналіз однорідності документів і виявлення внутрішньої подібності фрагментів вихідного тексту в документі або групі документів. Подібність впливає на обсяг зусиль перекладача: що більше фрагментів повторюється, то менший обсяг роботи. Раніше подібність виявлялася лише у вигляді точних повторень фрагментів тексту або у порівнянні з базами даних перекладу (translation memory), утворених під час виконання попередніх робіт.

### Табличний інтерфейс для перекладу й редагування документів
Табличний вигляд вихідної й цільової мов під час перекладу тексту, підтримуваний також в інших діалогових вікнах і панелях, як-от у вікнах попереднього перегляду; відображення подібностей та відмінностей у довідкових джерелах та збігів із фрагментами з різних джерел інформації, як-от із пам'яті перекладів, збережених довідкових файлів, термінологічних баз; пропозиції від модулів машинного перекладу та із зовнішніх джерел.

### Керування пам'яттю перекладів
Створення та основні операції з керування багатомовними (у випадку memoQ — двомовними) базами даних перекладу. Вимірювання здійснюється в так званих «сегментах» (також translation unit — TU). Цією інформацією часто обмінюються системи керування перекладами та допоміжні системи, використовуючи відкритий формат TMX (Translation Memory eXchange). memoQ також вміє імпортувати дані пам'яті перекладів у форматі тексту із розділювачами (наприклад, CSV).

### Керування термінологією
Зберігання термінології й відповідної метаінформації та керування ними для сприяння перекладу та/або забезпечення якості. memoQ може імпортувати дані термінології у форматі TBX і тексту з розділювачами та експортувати їх у текст із розділювачами або формат XML. memoQ також надає можливість вилучення статистичної термінології із вибраної комбінації документів для перекладу, баз даних пам'яті перекладів та довідкових корпусів текстів. Технологія врахування стоп-слів у модулі вилучення термінології враховує спеціальні індикатори положення, які дають змогу включати заблоковані терміни на початку, усередині або в кінці багатослівних фраз, що відрізняє цей підхід до вилучення термінології від більшості інших, використовуваних у програмах такого типу.

### Керування корпусом довідкових матеріалів
Корпус довідкових матеріалів відомий також під торговою маркою LiveDocs. Це зібрання матеріалів різних типів, у тому числі зіставлені переклади, білінгвальні файли (бітекст) із різних джерел, одномовна довідкова інформація у багатьох форматах та різноманітні медіафайли, а також будь-які інші типи файлів, які користувач вважає за доцільне зберегти для довідкових цілей. Файли типів, невідомих memoQ, відкриваються за допомогою зовнішніх програм.
Відмінною характеристикою операції двомовного зіставлення тексту в memoQ є автоматичне зіставлення, результати якого немає потреби спершу доопрацьовувати й переносити до пам'яті перекладів: його можна одразу використовувати як основу для порівняння з новими текстами, що підлягають перекладу, тоді як результати зіставлення можна за необхідності доопрацювати в процесі виконання перекладу. На практиці це часто відчутно зменшує зусилля щодо збереження й використання старих довідкових матеріалів.

### Забезпечення якості (QA)
Під час QA виконується перевірка дотримання критеріїв якості, визначених користувачем. Є можливість створювати профілі: це дає змогу зосередитися на конкретних робочих завданнях, як-от перевірка тегів форматування або дотримання затвердженої термінології.
Існують також інші допоміжні функції, інтегровані в середовище, як-от орфографічні словники, списки неперекладних термінів, правила автовиправлення та «автоперекладу», які дають змогу узгоджувати та вставляти вирази на основі регулярних виразів.

## Підтримувані формати вихідних документів
memoQ 2015 підтримує десятки різних типів файлів, зокрема: різні формати розмітки та тегів, як-от XML, HTML, XLIFF, SDLXLIFF (нативний формат файлів Trados Studio), файли OpenDocument; текстові файли; файли Microsoft Word, Excel та PowerPoint; деякі формати файлів Adobe, як-от PSD, PDF та InDesign.

## Керування пам'яттю перекладів та глосаріями
Формат memoQ для пам'яті перекладів є пропрієтарним. Пам'ять перекладів зберігається як група файлів у папці з назвою, яка відповідає імені пам'яті перекладів. Зовнішні дані можна імпортувати в форматі тексту з розділювачами та у форматі обміну перекладами (TMX), а дані пам'яті перекладів можна експортувати як TMX. Крім того, memoQ працює із серверними пам'ятями перекладів на сервері memoQ, а також, за допомогою плагінів, — з іншими зовнішніми джерелами перекладів. Пам'ять перекладів у форматі memoQ є двомовною.
Під час роботи над перекладом сегменти перекладу порівнюються з одиницями перекладу, що зберігаються в пам'яті перекладів. Точні (100 % matches) або наближені (fuzzy matches) збіги автоматично вставляються в текст, що перекладається.
Глосарії обробляє інтегрований термінологічний модуль. Глосарії можуть включати дві або більше мов або мовних варіантів. Відповідність термінів записам глосарію може визначатися багатьма різними параметрами: наявністю великих літер, частковими або наближеними збігами тощо. Терміни, яких слід уникати (DNT terms), можна позначити як «заборонені» у властивостях певного глосарія.

## Інтеграція машинного перекладу та постредагування
У memoQ машинний переклад і постредагування інтегровані в процес перекладу. Після того, як користувач вибере плагін для машинного перекладу та умови його застосування, блоки перекладу (TU), згенеровані машиною, автоматично вставлятимуться в текст, якщо в активній пам'яті перекладу не знайдено відповідностей. Після цього перекладач може відредагувати машинний переклад.
Наразі в memoQ вбудовано плагіни, які підтримують такі системи машинного перекладу:
- Omniscien Technologies[22]
- Globalese[23]
- KantanMT[24]
- Let'sMT! [Архівовано 29 грудня 2020 у Wayback Machine.]
- Systran MT[25]
- Google Translate
- Microsoft Translator[26]
- DeepL[27]
- Механізм так званого псевдоперекладу.

Інші машинного перекладу можна інтегрувати через прикладний програмний інтерфейс (API).

## Сумісність з іншими CAT-інструментами
Розробники memoQ досить послідовно дотримувалися політики інтероперабельності та функціональної сумісності з подібними програмними засобами й процесами, які передбачають переклад в інший спосіб. Сумісності вдалося досягти завдяки дотриманню стандартів, як-от XLIFF та TMX, підтримці пропрієтарних форматів інших інструментів автоматизованого перекладу та форматів обміну, а також коректному створенню файлів у форматах інших програм.

### Впровадження стандартів
Як і більшість інших інструментів автоматизованого перекладу, memoQ підтримує основні стандарти обміну файлами перекладу та довідковою інформацією — як нормативні, так і стандарти де-факто. Серед них:
- XLIFF, XLIFF: doc та TMX для файлів перекладу.
- TMX та CSV (текст із розділювачами). Формат не є стандартним, але є загальновживаним) для імпорту даних пам'яті перекладів.
- TMX для експорту.
- TBX, TMX, XML та текст із розділювачами для імпорту.
- XML та текст з розділювачами для експорту.

### Підтримка власного пропрієтарного формату
memoQ різною мірою підтримує пропрієтарні формати інших середовищ, зокрема пакети проектів Star Transit (PXF, PPF), SDL Trados Studio (SDLPPX, SDLXLIFF), формати «старого» Trados (TTX, двомовний DOC TF) та Wordfast Pro (TXML). Обмін файлами пакетів проектів та пам'яттю перекладів, як правило, відбувається без проблем, але інша інформація, яка входить до складу пакета, як-от термінологічні бази та дані налаштувань, передається не завжди. Крім того, існують деякі обмеження форматів файлів перекладу, пов'язані з певними елементами, як-от виноски у двомовних файлах DOC/RTF із Wordfast або Trados Workbench. Для експорту термінології підтримується також пропрієтарна конфігурація XML, яка використовується в SDL MultiTerm.

### Формати обміну
memoQ підтримує низку двомовних форматів обміну для перегляду й перекладу:
- XLIFF для роботи в інших середовищах, із пропрієтарними (необов'язковими) розширеннями для надання додаткової інформації користувачам відповідного ПЗ.
- Спрощений «двомовний формат DOC», майже сумісний із форматуванням Trados Workbench і Wordfast Classic. Однак ці файли дуже легко пошкодити, якщо не дотримуватися жорстких обмежень щодо їх використання.
- Надійний двомовний табличний формат RTF, який часто використовують для перегляду, перекладу й надання зворотного зв'язку шляхом фільтрування коментарів, зроблених перекладачами або рецензентами. Цей формат дає змогу долучати до роботи над текстом тих, хто не працює з комп'ютерними засобами перекладу, адже переклад і перегляд тексту або коментарів можна виконувати в будь-якому текстовому редакторі, здатному читати RTF-файли. Уперше цей підхід був застосований у програмі Atril Déjà Vu, а згодом його впровадила більшість інших розробників CAT-інструментів.